# Méga-Terre
Une méga-Terre, (calque de l'anglais mega-Earth) ou planète solide massive (massive solid planet) est une planète tellurique de plus de 10 masses terrestres.

## Description
Une méga-Terre est une planète tellurique de plus de 10 masses terrestres. Ce sont les planètes telluriques les plus massives, dépassant la limite prévue par la théorie autour de 10 masses terrestres, ce qui fixe la limite supérieure usuelle des super-Terre.

## Découverte
La découverte de ce type de planètes, non prévu par la théorie et donc jusqu'alors considéré comme ne pouvant pas exister, a lieu avec la mesure annoncée en août 2014 de la masse de Kepler-10 c, planète de masse comparable à celle de Neptune mais de densité supérieure à celle de la Terre. Kepler-10 c est le seul objet indubitablement de cette classe connu à ce jour : Kepler-131 b pourrait aussi faire partie de cette classe mais sa masse n'est connue qu'avec une précision modérée,.

## Exemples
| Planète      | Masse (Terre = 1) | Masse (Neptune = 1) | Rayon (Terre = 1) | Rayon (Neptune = 1) | Masse volumique (g/cm3) (Terre = 5,525 g/cm3) (Neptune = 1,638 g/cm3) |
| ------------ | ----------------- | ------------------- | ----------------- | ------------------- | --------------------------------------------------------------------- |
| Kepler-10 c  | 17,2 ± 1,9        | 1,00 ± 0,11         | 2,35+0,09−0,04    | 0,608+0,03−0,01     | 7,1 ± 1,0                                                             |
| Kepler-131 b | 16,1 ± 3,5        | 0,94 ± 0,20         | 2,4 ± 0,2         | 0,62 ± 0,05         | 6,4 ± ?                                                               |

## Dans la fiction
La Planète géante de Jack Vance.[réf. nécessaire]